# 30917 Moehorgan
30917 Moehorgan è un asteroide della fascia principale. Scoperto nel 1993, presenta un'orbita caratterizzata da un semiasse maggiore pari a 3,1775602 UA e da un'eccentricità di 0,1257858, inclinata di 25,86041° rispetto all'eclittica.